# Wanda Landowska
Wanda Aleksandra Landowska (5 de juliol de 1879 - 16 d'agost de 1959) va ser una clavecinista i pianista polonesa. Les seves actuacions, l'ensenyament, els escrits i, sobretot, els seus nombrosos enregistraments van tenir un paper important en la reactivació de la popularitat del clavicèmbal a principis del segle XX. Va ser la primera persona a gravar les Variacions Goldberg de Johann Sebastian Bach al clavicèmbal el 1933. Es va naturalitzar la ciutadania francesa el 1938.

## Vida i carrera
La vida a Europa

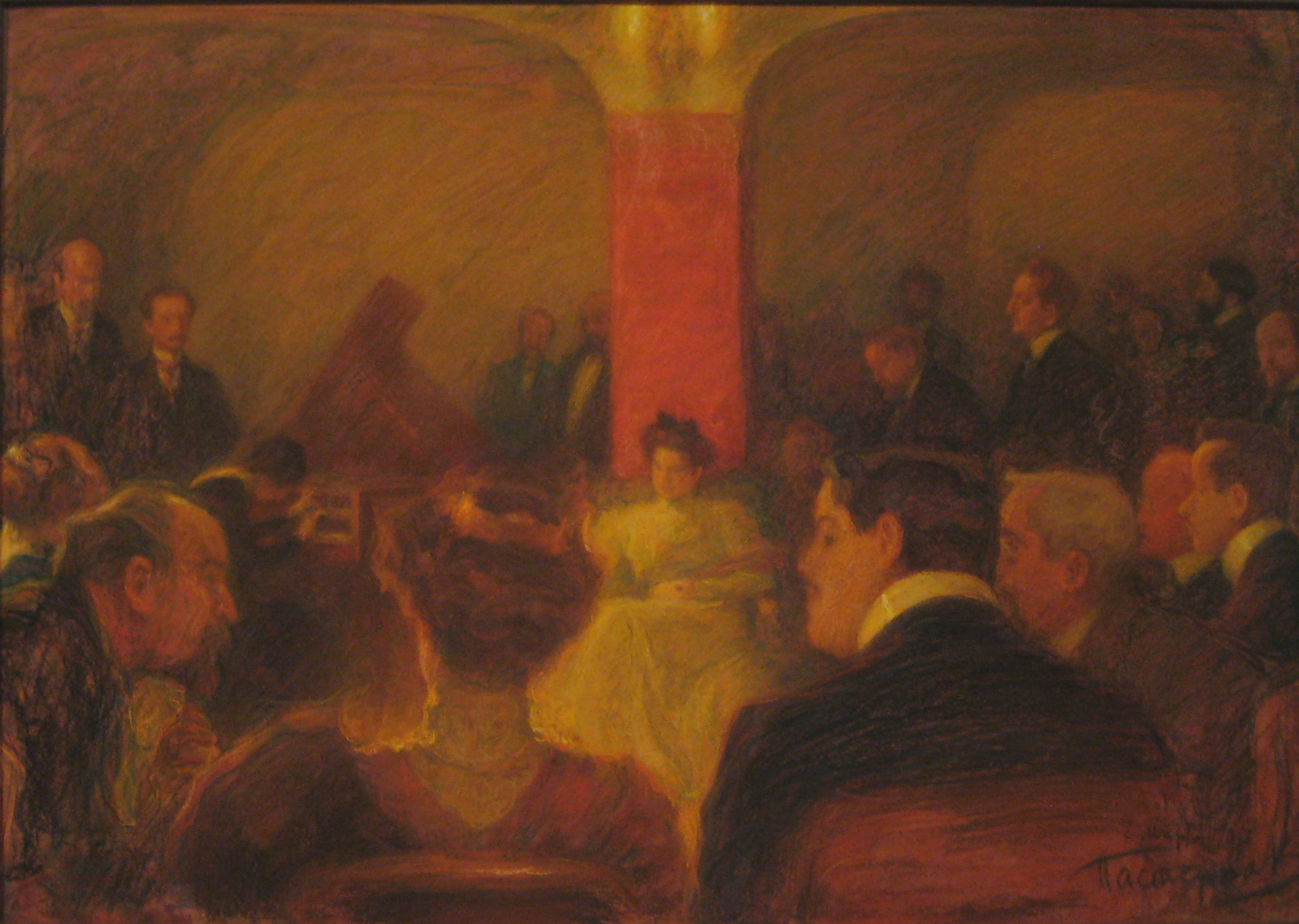
Leonid Pasternak. Concert de Wanda Landowska a Moscou (1907), un pastel de la Galeria Tretiakov.

Landowska va néixer a Varsòvia de pares jueus. El seu pare era advocat i la seva mare lingüista que va traduir Mark Twain al polonès. Va començar a tocar el piano als quatre anys i va estudiar al Conservatori de Varsòvia amb Jan Kleczyński Sr. i Aleksander Michałowski. Es considerava un nen prodigi.
Va estudiar composició i contrapunt amb Heinrich Urban a Berlín, i va tenir classes a París amb Moritz Moszkowski. Va començar la seva carrera artística a París, on els seus recitals a aquesta ciutat i altres ciutats europees van obtenir elogis de la crítica. Es va interessar per la música de J. S. Bach, les obres del qual per a clavicèmbal es van incloure en els seus recitals el 1903, guanyant elogis d'Albert Schweitzer.
Va decidir dedicar la seva carrera al clavicèmbal més que al piano, en contra de la voluntat dels seus amics, que pensaven que tenia un futur prometedor com a pianista. En 1908–09, va fer una gira per Rússia amb un clavicèmbal Pleyel, semblant al model de 1889 que l'empresa va mostrar a l'Exposició de París. Després de fugir i casar-se amb el folklorista i etnomusicòleg polonès Henry Lew el 1900 a París, va ensenyar piano a la Schola Cantorum d'allà (1900–1912).
Més tard va ensenyar clavicèmbal a la "Hochschule für Musik" de Berlín (1912–1919). Quan va començar la Primera Guerra Mundial l'any 1914, va ser internada perquè era de nacionalitat estrangera. L'abril de 1919, pocs mesos després de la finalització de la Primera Guerra Mundial, el seu marit va morir en un accident de cotxe. Va tenir el seu debut nord-americà el 1923, recorrent les principals ciutats amb quatre clavicèmbals Pleyel Grand Modele de Concert, que eren enormes instruments de set peus i mig de llarg amb registres controlats pel pedal. 5 Aquests eren clavicèmbals grans i molt construïts amb una parada de 16 peus (un conjunt de cordes una octava per sota del to normal) i deuen molt a la construcció del piano.

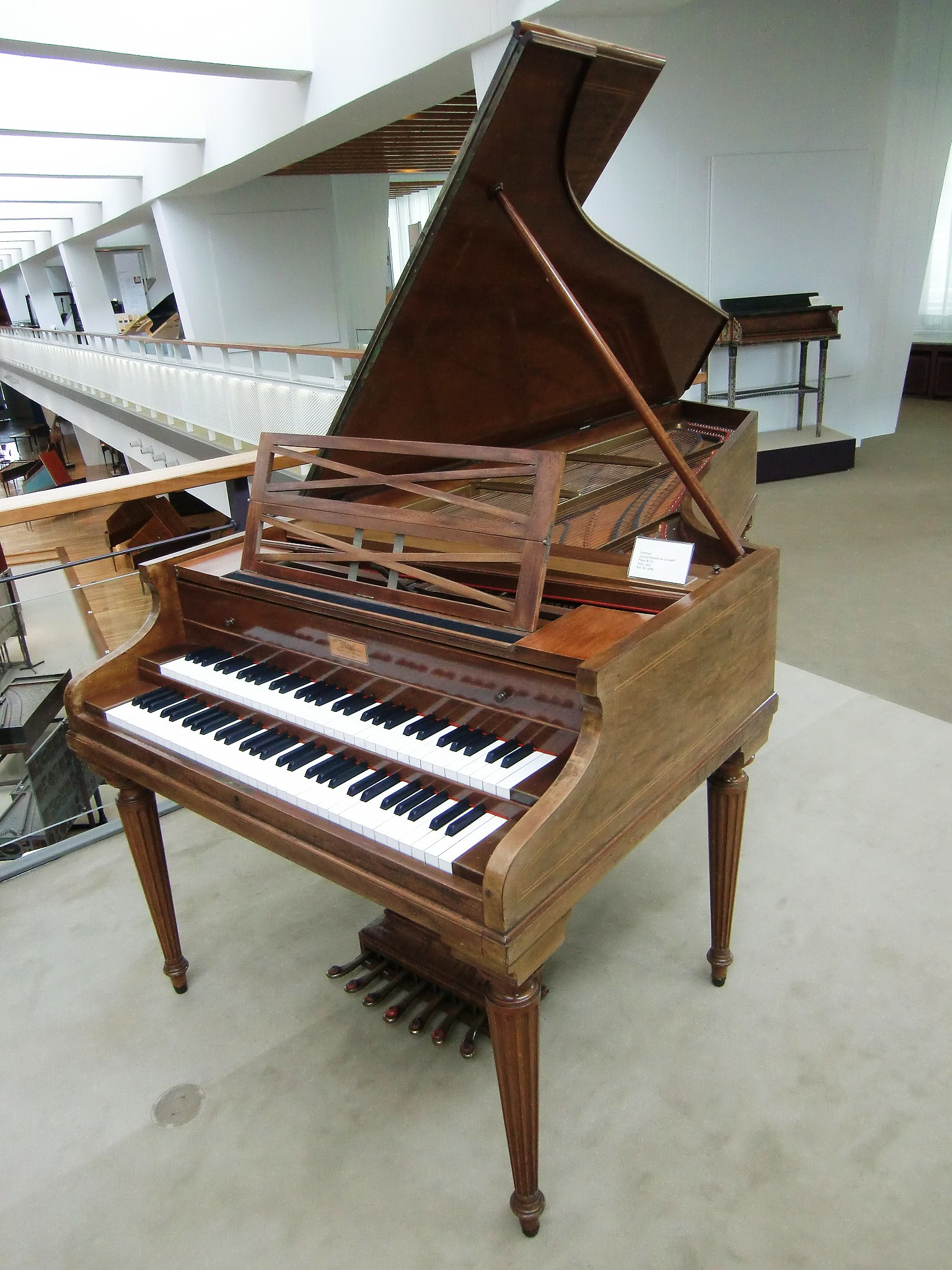
L'instrument preferit de Landowska, el Pleyel Grand Modèle de Concert (1927) Berlín: Musikinstrumentenmuseum

Profundament interessada per la musicologia, i particularment per les obres de Bach, Couperin i Rameau, va recórrer els museus d'Europa buscant instruments de teclat originals; va adquirir instruments vells i en va fer fabricar de nous a petició seva per "Pleyel and Company". En resposta a les crítiques del seu també especialista en Bach, Pau Casals, el qual li va dir una vegada: 
| « | "Tu toques Bach a la teva manera, i jo el faré a la 'seua' manera". | » |

 Es van escriure per a ella una sèrie de noves obres importants: El retablo de maese Pedro, de Manuel de Falla, va suposar el retorn del clavicèmbal a l'orquestra moderna. Falla més tard va escriure un concert per a clavicèmbal per a ella, i Francis Poulenc va compondre el seu Concert champêtre per a ella.
Va ensenyar a l'Curtis Institute of Music des de 1925 fins a 1928. El 1925, va establir l'"École de Musique Ancienne" amb seu a París: a partir de 1927, la seva casa a Saint-Leu-la-Forêt es va convertir en un centre per a l'actuació i estudi de la música antiga. Durant aquest temps Landowska va freqüentar el saló de Natalie Clifford Barney, tant per socialitzar com per actuar.

## La vida a Amèrica
Quan l'exèrcit alemany va envair França, Landowska va fugir amb la seva estudiant i parella Denise Restout. Després d'abandonar Saint-Leu l'any 1940, vivint a Banyuls-sur-Mer, una comuna del sud de França, on vivia el seu amic, l'escultor Aristide Maillol, van navegar des de Lisboa fins als Estats Units. Creient que l'amenaça nazi era temporal, només havia marxat amb dues maletes. Va arribar a Nova York el 7 de desembre de 1941, data de l'atac a Pearl Harbor. La seva casa a Saint-Leu va ser saquejada, i els seus instruments i manuscrits van ser robats, així que va arribar als Estats Units essencialment sense actius.
La seva interpretació l'any 1942 de les Variacions Goldberg de Bach a l'Ajuntament de Nova York va ser la primera ocasió al segle XX quan la peça es va tocar amb el clavicèmbal, l'instrument per al qual havia estat escrita.
Es va establir a Lakeville, Connecticut el 1949, i es va restablir com a intèrpret i professora als Estats Units, fent nombroses gires. La seva última actuació pública va ser l'any 1954. La seva parella, Denise Restout, va ser editora i traductora dels seus escrits sobre música, inclosos Musique ancienne i Landowska on Music, publicats pòstumament el 1964.
Va morir a Lakeville el 16 d'agost de 1959.

## Enregistraments
Landowska va gravar àmpliament per a Victor Talking Machine Company/RCA Victor and the Gramophone Company/EMI/HMV.
- Bach, Goldberg Variations (HMV), French Suite No. 6 (HMV), Italian Concerto (HMV), Concerto No. 1. in D major (HMV/ RCA Victor), Concerto in D minor, Das Wohltemperierte Klavier I (HMV), Das Wohltemperierte Klavier II (RCA Victor), Fantasia in C minor, Chromatic Fantasia and Fugue, Partita in B flat major, Toccata in D major, Sonata in E major with Yehudi Menuhin, Prelude, Fugue and Allegro in E flat major, 15 "Inventions for two voices", Passepied E minor, Gavotte in G minor, Fantasia in C minor, English suite in A minor, French Suite in E major
- Diomedes Cato, Chorea Polonica
- Chambonnières, Sarabande in D minor
- Chopin, Mazurka Op 56 No. 2 in C major
- Couperin, Air dans le Gout Polonais (RCA Victor), L'Arlequine (HMV), Les Barricades mystérieuses (RCA Victor), Le Rossignol en Amour, Album: La Favorite
- Handel, Harmonious Blacksmith, Concerto in B flat major, Five suites: Nos 2, 5, 7, 10, 14
- Jacob Le Polonais, Gagliarda-Polish dance
- Wanda Landowska, The Houblon (Polish folk song), Bourrée d'Auvergne
- Mozart, 'Coronation" Concerto K 537 for piano and orchestra, Turkish march, Rondo in K 485, Minuet in K 355, Sonata in K 332, K 576, K 333(piano), K 311, K 282, K 283, Rondo in K 511, Waltzes in K 605 (transcribed by Landowska for the piano), Fantasia in D minor, K 397 (piano), Minuet from Don Giovanni
- Oginski, Polonaises (A minor, G major)
- Purcell, Ground in C minor
- Rameau, La Dauphine, Air grave pour deux Polonais, Suite in E minor, Le Tambourin, La Poule, La Joyeuse, Les Tricotets, Les Sauvages, Two minuets
- Scarlatti, 1st Album of 20 Sonatas, 2nd Album of 20 Sonatas, Sonatas in D major, L 418, Sonatas in D minor, L 423
- Anon. – English, The Nightingale
- Anon. – Polish, Two dances
- Lully, Les Songes d'Atys
- Pachelbel, Two Magnificats[13]

## Composicions
- A Serenade per a corda i diverses obres per a orquestra de corda
- Cor per a veus de dones i orquestra
- "Hebrew Poem" per a orquestra
- Cançons populars poloneses: per a veu solista, vent fusta i cor
- Cançons populars poloneses -a cappella per Orfeó Català, Barcelona
- Cançons populars poloneses per a clavicèmbal i conjunt de corda
- Més d'un centenar de cançons per a veu i piano i diverses peces per a piano
- Fanfare per la banda d'Alliberament-militar
- Cadenzas per als concerts de Mozart i per al Concert en re major de Haydn
- Transcripcions per a piano: Mozart-Country Dances, Lanner-Viennese Waltzes, Schubert-Chaîne de Ländler[13]

## Treballs literaris
- La Musique Ancienne, 1909, per Wanda Landowska i Henry Lew (transcrites a New York, 1923)[13]
- A Camera Three programa de sèrie, una dramatització d'alguns escrits de Landowska llegits per l'actriu Agnes Moorehead, titulat Reminiscences of Wanda Landowska emès el 17 de març de 1963 CBS.[14]

## Revisions i opinions
| « | "Gairebé no cal dir que el joc està ple de gestos vigorosos i d'idees individuals. Ella no respectava el text i hi ha petites repeticions aquí i allà que no estan més indicades del que són necessàries. No obstant això, aquests temes semblen una mica irrellevants., ja que només reflecteixen una actitud de l'època adoptada per un cèlebre pioner del renaixement del clavicèmbal al segle xx. No, el que m'encanta en el recital de Landowska és la seva impactant visió poètica de la música de Scarlatti; no només està redescobrint la conjunció adequada de compositor i instrument, hi creu i ho sent intensament." | » |

- Sol Babitz va afirmar que

| « | "Ella sempre tocava la música 'tal com estava escrita' amb el resultat que una sèrie de notes ràpides no sonaven com a 'paquets d'elles' (North 1700) sinó com una màquina de cosir. Gràcies a la seva àmplia influència, aquesta placa. es pot escoltar en els seus alumnes fins avui." | » |

| « | "El recital de clavicèmbal de Wanda Landowska d'ahir al vespre a l'Ajuntament va ser tan estimulant com una dutxa d'agulles. De fet, el so d'aquell instrument princívic, quan es toca amb art i fúria, fa pensar en la pluja daurada i en com el cos de Dànae, deu haver-se pessigollejat quan es va trobar atrapada en un xàfec com aquest... Ho tocava tot millor que ningú, és a dir que la seva manera de fer música és tan profundament satisfactòria que un té la sensació d'una fruita, de una totalitat alhora intel·lectual i sensualment auditiva més enllà de la qual és difícil imaginar res més.» | » |